# Внутренний опыт
Внутренний опыт — в философии один из основных источников познания, наряду с внешним опытом, одна из двух составных частей опыта как такового. Если под внешним опытом понимается всё то, что мы познаём с помощью органов чувств, то под внутренним — то, что познаётся без помощи органов чувств. Предметом внутреннего опыта является внутренний, психический мир человека, его сознание и явления этого сознания. Методом изучения внутреннего опыта является самонаблюдение. Понятие внутреннего опыта играет наибольшую роль в спиритуалистических системах философии и сводится к минимуму в материалистических и сенсуалистических учениях, выводящих всё познание из чувственных ощущений.

## История вопроса

### В Европе
Основателем учения о внутреннем опыте считается Рене Декарт, построивший свою философию на идее самодостоверности мыслящего «я». По мнению Декарта, мы можем сомневаться в существовании всех вещей, данных нам в ощущениях, потому что все они могут оказаться сном или галлюцинацией; но мы не можем сомневаться в существовании нашего мыслящего «я», ибо в тот самый момент, когда мы сомневаемся, мы мыслим, а если мы мыслим, то существуем. Этот тезис Декарта: «Мыслю, следовательно, существую» (Cogito ergo sum) стал исходной точкой философских учений Нового времени. Под словом «мышление» Декарт понимал не только мышление как таковое, но всю область психических процессов. Отсюда философ выводил различие между душой и телом, а в дальнейшем — различие между мыслящей и протяжённой субстанцией, духом и материей. 
Учение Декарта оказало влияние на английского философа Джона Локка, одного из основателей английского эмпиризма. Локк выделял два источника наших идей: первый — ощущения, с помощью которых мы узнаём о существовании внешних предметов, а второй — рефлексия, или «внутреннее чувство», с помощью которого мы узнаём о действиях собственного ума. Отсюда возникают такие идеи, как восприятие, мышление, сомнение, вера, рассуждение, познание, желание и другие. По мнению Локка, ощущения и рефлексия суть две составные части человеческого опыта, который является единственным источником всякого познания. Однако хронологическое первенство принадлежит ощущениям: пока душа не получает никаких ощущений, она остаётся «чистой доской» (tabula rasa) и только затем начинает совершать собственные действия. На этом тезисе философ построил свою критику теории врождённых идей.
Учение Локка было оспорено немецким философом Г. В. Лейбницем, который полагал, что внутренний опыт даёт нам многие идеи, образованные без помощи чувств. Сюда относится, прежде всего, идея о нашем собственном «я», а также такие идеи, как бытие, субстанция, истина, единство, сила, деятельность, длительность, изменение, восприятие и многие другие. В подтверждение своей мысли Лейбниц приводил тот аргумент, что если бы вся наша жизнь была одним длинным сновидением, возможности чего никто не может отрицать, то мы имели бы все те же идеи, которые имеем сейчас, хотя у нас не было бы ни одного ощущения. Следовательно, есть много идей, которые наш дух находит внутри самого себя, а не получает от внешних вещей. Мы, по выражению Лейбница, «врождены самим себе» и поэтому можем узнать кое-что о своём собственном существе. Эти идеи немецкого философа легли в основу спиритуалистической метафизики, считающей наше знание о своём «я» основой всякого объективного познания.
В философии 18 века преобладающее влияние приобрёл сенсуализм — одностороннее учение, видящее единственный источник познания в чувственном опыте, или ощущениях, и сводящее роль внутреннего опыта к минимуму. С точки зрения сенсуалистов, идеи нашего ума суть лишь «ослабленные ощущения», и вся деятельность ума состоит в том, чтобы комбинировать их между собой. Отсюда следовало, что внутренний опыт почти ничего не прибавляет к внешнему. Такой точки зрения придерживались французские сенсуалисты Э. Б. Кондильяк, П. Кабанис и А. Дестют де Траси и английские ассоцианисты Д. Гартли и Дж. Пристли. На сенсуализме основывались учения французских материалистов Ж. О. Ламетри, К. А. Гельвеция и П. А. Гольбаха и агностическое учение Дэвида Юма.
В трансцендентальной философии И. Канта данные внешнего и внутреннего опыта дополнялись априорными, то есть предшествующими опыту, категориями, однако внутренний опыт рассматривался по аналогии с внешним, как имеющий чисто феноменальный характер. Кант полагал, что внутренний опыт сообщает нам только о душевных явлениях, но ничего не сообщает о самой душе. Учение о внутреннем опыте получило новое развитие только на рубеже 18 и 19 веков в учении немецких «психологистов». Представители этой школы Ф. Бутервек, Я. Фриз, Ф. Э. Бенеке давали своеобразную интерпретацию философии Канта, рассматривая априорные категории разума как почерпнутые из внутреннего опыта. Ошибка Канта, полагали они, состояла в том, что тот распространил принцип феноменальности, верный по отношению к внешнему опыту, на опыт внутренний. В действительности внутренний опыт обладает самодостоверностью, и если мы хотим познать внешние вещи, то должны предположить, что всё в них происходит аналогично тому, как мы это познали в самих себе. Самопознание мыслящего духа даёт нам ключ к познанию внешнего мира.
В 19 веке учение о внутреннем опыте легло в основу идей Мен де Бирана, основоположника французского спиритуализма. Ключевой идеей Бирана было учение о волевом усилии. Критикуя учение французских сенсуалистов, философ утверждал, что явления воли не могут быть выведены из внешних ощущений; в явлениях воли мы непосредственно познаём активность нашего собственного «я». Следовательно, данные внешних чувств должны быть дополнены данными внутреннего опыта, из которого мы узнаём о своём индивидуальном существовании, как действующих существ. Это позволило философу противопоставить декартовскому тезису Cogito ergo sum свой тезис Volo ergo sum. Из внутреннего опыта Биран выводил и основные категории нашего разума, такие как единство, субстанция, тождество, деятельность, причинность, свобода и необходимость. По мнению французского философа, мы впервые находим эти идеи в недрах нашего собственного духа и только затем по аналогии переносим их на внешний мир. Учение Бирана о внутреннем опыте развивали представители французского спиритуализма: В. Кузен, Т. С. Жуффруа, Ф. Равессон, Э. Вашро и другие.
Противоположная точка зрения отстаивалась французским позитивизмом, основателем которого был О. Конт. Будучи убеждённым сенсуалистом, Конт не только отвергал понятие внутреннего опыта, но и отрицал возможность самонаблюдения, полагая, что в самом этом понятии заложено противоречие. Наблюдать можно только то, что находится перед субъектом; следовательно, субъект не может наблюдать самого себя, ибо для этого он должен разделиться надвое. На этом основании философ отвергал необходимость психологии, как особой науки, и предлагал заменить её физиологией мозга. Эти идеи Конта не были поддержаны его английскими последователями Дж. С. Миллем и Г. Спенсером, полагавшими, что для того, чтобы узнать о чужой душевной жизни, необходимо сначала наблюдать собственную.
Другой философской школой, отвергавшей понятие внутреннего опыта, был немецкий эмпириокритицизм Э. Маха и Р. Авенариуса. По мнению этих мыслителей, единственными элементами мира являются ощущения, образующие всевозможные сочетания; вся разница между «внешним» и «внутренним» миром состоит в том, что эти элементы сочетаются в них различным образом. Понятие о внутреннем мире возникло в результате так называемой «интроекции», то есть неправомерного «вкладывания» восприятий внутрь воспринимающего субъекта. В древности это привело к созданию представлений о душе, в Новое время — понятий сознания и психики. В действительности существует только один «чистый опыт», который мыслится как «внешний» или «внутренний» в зависимости от той точки зрения, с которой его рассматривают. Сторонником этого учения был также американский философ-прагматист У. Джеймс.

### В России
В России учение о внутреннем опыте начало развиваться с момента зарождения философской психологии. Так, В. Н. Карпов во «Вступительной лекции в психологию» утверждал, что человек есть существо двойственное: одной стороной он принадлежит к органической природе, в которой является одним из видов животных и которую исследуют естественные науки; способ, которым пользуются эти науки, называется опытом внешним. Другая сторона есть то чувствующее, стремящееся, мыслящее начало, которое чувствует и познаёт всё видимое; оно не подлежит внешнему опыту и познаётся иным способом. Этот способ, состоящий в обращении к самому себе и наблюдении над собой, называется опытом внутренним. Психология есть наука, исследующая факты внутреннего опыта и соединяющая их в учении о том чувствующем, желающем и познающем начале, которое именуется душой.
Философ П. Д. Юркевич в статье «Из науки о человеческом духе» подверг критике материалистические идеи Н. Г. Чернышевского, согласно которым природа человека будто бы находит исчерпывающее объяснение в данных естественных наук. Естественные науки, возражал Юркевич, не могут объяснить душевной жизни человека, потому что она не входит в их предмет; для её изучения существует другая наука — психология. Предметом естественных наук служат явления внешнего опыта, данные в ощущениях, предметом психологии — явления внутреннего опыта, данные в самонаблюдении. Физиолог может изучать, что происходит в организме человека, когда он испытывает то или иное психическое состояние, но не может объяснить само это психическое состояние. Утверждение материалистов, будто мысль или ощущение «есть лишь особое движение нервов», содержит логическую ошибку, состоящую в отождествлении следствия с причиной. Внешний и внутренний опыт открывают нам два различных ряда явлений, и задача науки состоит в том, чтобы изучать их взаимные отношения, а не в том, чтобы отрицать один из них.
Обратную точку зрения защищал физиолог-материалист И. М. Сеченов, полагавший, что у нас нет особого «внутреннего чувства», с помощью которого мы можем наблюдать психические явления. В пользу этого утверждения он приводил тот факт, что успехи психологии значительно уступают успехам естественных наук. Если бы у нас было такое чувство, которое позволяло бы непосредственно созерцать душевную жизнь, психология давно бы опередила естествознание и превратилась в точную науку. Из этого учёный делал тот вывод, что лучший способ изучения психических явлений — изучать их физиологические проявления, то есть рефлексы, а саму разработку психологии следовало бы поручить физиологам.
Проблему разграничения внешнего и внутреннего мира рассматривал в книге «Об основных понятиях психологии» Н. Н. Страхов. По мнению Страхова, лучший путь для этого указан Декартом, учившим сомневаться во всём, что не обладает непосредственной достоверностью. Усомнившись, таким образом, в существовании чувственного мира и предположив, что вся наша жизнь есть лишь сон, мы остаёмся в области несомненных фактов. Таким фактом является существование самого сна, который нам, несомненно, снится. Пусть жизнь есть сон; однако этот сон есть мой сон; его представления и образы принадлежат мне; то, чему они принадлежат, я называю собой или своей душой. Совокупность душевных явлений, принадлежащих мне, есть мой внутренний, субъективный мир. Слово «внутренний» здесь не имеет пространственной окраски; оно означает недоступность моих душевных явлений для постороннего взора. Отсюда выводятся основные различия между внешним и внутренним миром: первый может быть предметом сомнения, второй несомненен; первый может существовать независимо от субъекта, второй всецело субъективен; первый может познаваться другими субъектами, второй доступен только одному. Это различие, полагал Страхов, даёт чёткий и ясный критерий для разграничения двух областей познания: мира внутреннего и мира внешнего, субъекта и объекта, души и тела, духа и вещества.
В статье Н. Я. Грота «О душе в связи с современными учениями о силе» делалась попытка реабилитировать дуализм материи и духа. По словам Грота, современная наука сводит все явления к двум началам: материи и силе. Однако понятие силы не может быть почерпнуто из внешнего опыта, из которого мы узнаём только о физических телах и их перемещениях. Идею силы можно найти лишь во внутреннем опыте, в переживании внутренней активности нашего духа. Эта сила может существовать как в активном, так и в связанном состоянии. То, что ограничивает, связывает наш дух, есть наше тело; об этом учили философы, моралисты и богословы с древнейших времён. Таким образом, внутренний и внешний опыт открывают нам два противоположных начала, две противостоящие друг другу силы: силу-дух и силу-материю; первое начало — активное и свободное, второе — пассивное и инертное.
Философ П. Е. Астафьев в работе «Наше знание о себе» рассматривал внутренний опыт как исходный пункт философии. Внутренний опыт, утверждал философ, не есть способ, которым мы познаём свою внутреннюю жизнь, но есть сама эта внутренняя жизнь, ведающая о самой себе. Внутренний опыт — не пассивный зритель совершающихся в нас явлений: мы познаём свои душевные акты, только совершая их. Основным содержанием внутреннего опыта являются факты усилия и сопротивления: в усилии нам открывается существо нашего собственного духа, в сопротивлении — существо внешнего, материального мира. Внешний опыт не представляет собой особого источника знания, но есть часть внутреннего опыта, относящаяся к нему, как вид к роду. Во внешнем опыте мы сталкиваемся с явлением внешней силы; напротив, во внутреннем опыте мы познаём не явления чего-то внешнего, но свои собственные акты, в которых раскрывается природа нашего «я». Отсюда следует, что во внутреннем опыте мы имеем дело с подлинной, истинно-сущей действительностью, и наше знание о своём «я» есть знание метафизическое. 
Похожие идеи развивал в своих сочинениях философ-спиритуалист Л. М. Лопатин. По мнению Лопатина, внешний и внутренний опыт принципиально различны: во внешнем опыте мы познаём одни лишь явления, подлинная сущность которых нам неизвестна; зато во внутреннем опыте нам дана действительность в её настоящих свойствах. Внутренний опыт обладает самодостоверностью: то, что открывается нам во внутреннем мире, то и существует именно так, как мы его познаём. Непосредственно сознаваемые свойства нашего духа суть его подлинные свойства. Основным фактом внутреннего опыта является активность нашего духа: совершая какое-либо действие, мы непосредственно знаем, что оно совершено нами. Отсюда следует, что во внутреннем опыте нам открываются не только явления, но и субстанция этих явлений, которая остаётся тождественной во всех своих состояниях; эту субстанцию мы называем словом «я». Здесь же мы находим такие категории, как действие, сила, причина, единство, тождество и многие другие. Явление и субстанция суть понятия соотносительные; явления, которые никому не являются и никем не испытываются, есть такая же нелепость, как деревянное железо. Итак, заключал Лопатин, во внутренней жизни мы никогда не познаём одних явлений; постоянным и единственным предметом нашего внутреннего опыта всегда оказывается субстанциональное тождество нашего сознания.
В последующие годы учение о внутреннем опыте развивали такие мыслители, как Г. И. Челпанов, В. С. Серебреников, С. А. Аскольдов, И. С. Продан и другие.